# Epiblatticida lambi
Epiblatticida lambi är en stekelart som beskrevs av Girault 1915. Epiblatticida lambi ingår i släktet Epiblatticida och familjen sköldlussteklar. Inga underarter finns listade i Catalogue of Life.